# Авеню Ю (линия Брайтон, Би-эм-ти)
|   |     |     |     |     |   |
| · | · л | · э | · э | · л | · |

|   |     |     |     |     |   |
| · | · л | · э | · э | · л | · |

«Авеню Ю» (англ. Avenue U) — станция Нью-Йоркского метрополитена, расположенная на линии Брайтон, Би-эм-ти. Станция находится в Бруклине, в округе Хоумкрэст, между Восточной 15-й и Восточной 16-й улицами, в районе их пересечения с авеню Ю. На станции останавливается маршрут Q (круглосуточно). Станцию проходит без остановки маршрут B (в будни днём и вечером до 23:00).
Станция была открыта на уже действующей эстакадной линии 23 августа 1907 года. Она представлена двумя боковыми платформами, обслуживающими только внешние (локальные) пути четырёхпутной линии. Платформы оборудованы навесом в центральной части и огорожены по всей своей длине высоким бежевым забором. Название станции представлено в виде стандартных черных табличек с белой надписью на стенах и колоннах. Станция реконструировалась в 2008—2011 годах.
Станция имеет единственный выход. Он представлен лестницами, которые ведут в вестибюль под платформами. В вестибюле расположен турникетный павильон. Выход из вестибюля приводит к северной стороне авеню Ю, между Восточной 15-й и Восточной 16-й улицами. Кроме того, западная платформа (в сторону Кони-Айленд — Стилуэлл-авеню) имеет отдельные турникеты, которые минуют вестибюль.